# 横溝正俊
横溝 正俊（よこみぞ まさとし）は日本の録音技師。横浜放送映画専門学院（現・日本映画大学）卒業。映画のほかに、手掛けたCM録音作品は約800本に及ぶ。

## 主な作品

### 映画
- 『とっておき Virgin Love! 童貞物語3』（1989年）
- 『どついたるねん』（1989年）
- 『北京的西瓜』（1989年）
- 『パンツの穴　本牧ベイでクソくらえ』（1990年）
- 『おあずけ』（1990年）
- 『ふたり』（1991年）
- 『青春デンデケデケデケ』（1992年）
- 『当選確実』（1992年）
- 『ひき逃げファミリー』（1992年）
- 『エレファントソング』（1994年）
- 『ルビーフルーツ Ruby Fruit』（1995年）
- 『GHOST IN THE SHELL～攻殻機動隊～』（1995年）
- 『幻の光』（1995年）
- 『霧の子午線』（1996年）
- 『金色のクジラ』（1996年）
- 『北京原人 Who are you?』（1997年）
- 『アドレナリンドライブ』（1999年）
- 『あつもの』（1999年）
- 『アカシアの町』（2000年）
- 『codename TOMOKO TOMOKO もっとも危険な女』（2000年）
- 『インフィニティ∞波の上の甲虫』（2001年）
- 『群青の夜の羽毛布』（2002年）
- 『鏡の女たち』（2003年）
- 『解夏』（2004年）
- 『恋愛小説』（2004年）
- 『雨鱒の川』（2004年）
- 『東京タワー』（2005年）
- 『いつか読書する日』（2005年）
- 『僕と彼女の×××』（2005年）
- 『僕は妹に恋をする』（2007年）
- 『そのときは彼によろしく』（2007年）
- 『サイドカーに犬』（2007年）
- 『ダイブ！！』（2008年）
- 『のんちゃんのり弁』（2009年）
- 『てぃだかんかん 海とサンゴと小さな奇跡』（2010年）
- 『ボックス！』（2010年）
- 『NECK　ネック』（2010年）

| スタブアイコン | サブスタブ | この項目は、まだ閲覧者の調べものの参照としては役立たない、人物に関連した書きかけの項目です。この項目を加筆・訂正などしてくださる協力者を求めています（P:人物伝/PJ:人物伝）。 |